# Tanaocerus
Tanaocerus is een geslacht van rechtvleugeligen uit de familie Tanaoceridae. De wetenschappelijke naam van dit geslacht is voor het eerst geldig gepubliceerd in 1906 door Bruner.

## Soorten
Het geslacht Tanaocerus omvat de volgende soorten:
- Tanaocerus koebelei Bruner, 1906
- Tanaocerus rugosus Hebard, 1931